# Cerapachys sylvicola
Cerapachys sylvicola é uma espécie de formiga do gênero Cerapachys.